# Коломенское (Воронежская область)
Коломенское — село в Каширском районе Воронежской области.
Входит в состав Кондрашкинского сельского поселения.

## География

### Улицы
- ул. Будённого,
- ул. Выгонецкая,
- ул. Первомайская.

## Известные уроженцы
- Хренов, Виктор Алексеевич (1913—1994) — советский военный деятель,  вице-адмирал (1969).